# 技の館

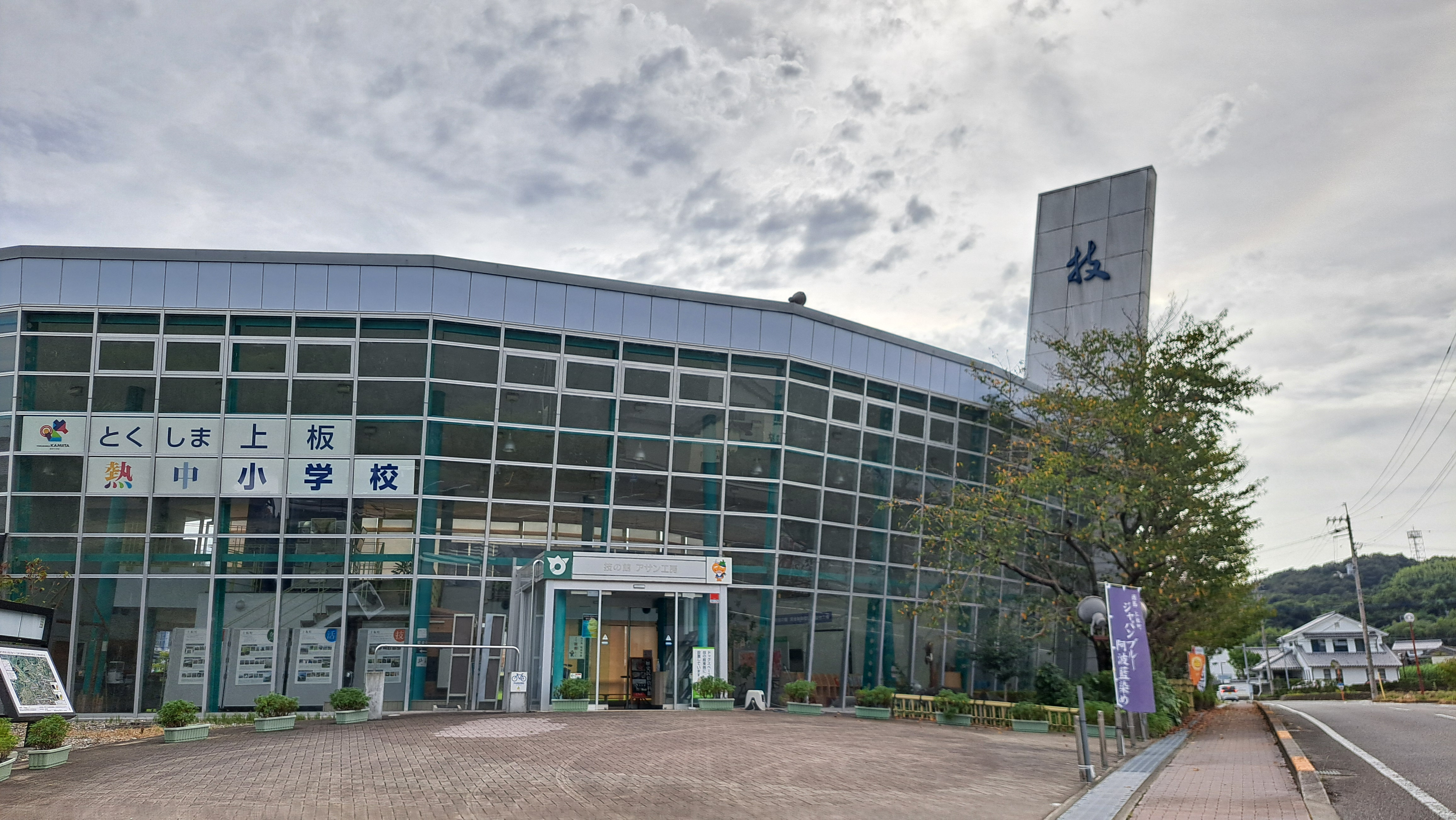
技の館本館

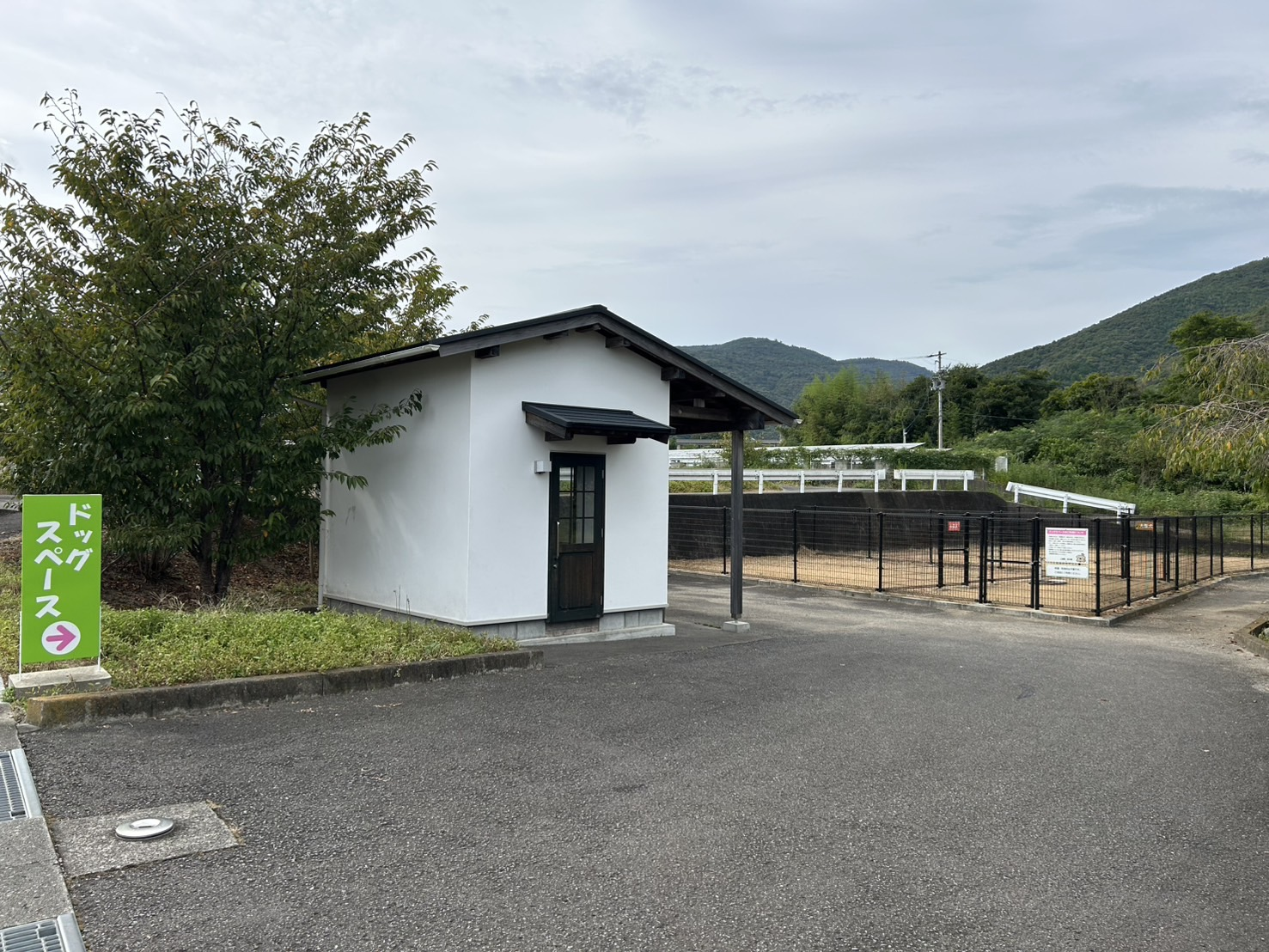
ドッグスペース

技の館（わざのやかた）は、徳島県板野郡上板町にある伝統工芸に関する施設。藍染、阿波和三盆糖等の伝統工芸に触れ合うことができる。
ドッグスペースも併設されており、申請・利用料は不要。誰でも簡単に利用することができる。

## 概要
1998年（平成10年）に上板町・板野町・土成町（現阿波市）の3つの町で推進している巨大な青空博物館「あさんライブミュージアム」構想の一環として建設された。
上板町の伝統工芸である藍染や阿波和三盆糖等の製作の見学や体験製作ができる。
「あさんライブミュージアム」構想には、この他にも板野町の「彩の館」、土成町（現阿波市）の「餐の館」がある。

## 施設
- ふれ藍工房 - 藍染の体験ができる
- アトリウム (温室ガーデン)
- ふる里料理 わざ
- 風の広場
- 砂糖のしめ小屋
- アイスクリーム工房
- 展示室

## 施設概要
- 開館時間：10:00 - 17:00
- 休館日：月曜日（祝日の場合は翌日休）、年末年始（12月28日 - 1月3日休）

## 交通
- 徳島自動車道「土成インターチェンジ」より車で約10分。